# Massimo Donati
Massimo Donati (ur. 26 marca 1981 w Udine) – włoski piłkarz występujący na pozycji pomocnika.
W swojej karierze był zawodnikiem takich klubów jak Atalanta BC, A.C. Milan, Parma, Torino FC, UC Sampdoria, ACR Messina, Celtic F.C., Bari, US Palermo, Hellas, Hamilton oraz St. Mirren. W latach 2000–2003 był członkiem reprezentacji Włoch do lat 21, dla której rozegrał 26 meczów.